# Алкоголизм на Украине
Алкоголизм на территории Украины — социально-культурная проблема Украины. Более 100 тысяч украинцев состоят на учёте у наркологов с алкогольной зависимостью. По статистике ВОЗ за 2012 г., Украина занимала пятое место в мире по потреблению алкоголя (в 2011-м — было шестое) и второе — по уровню смертности (см. смертность на территории Украины) от этого социального недуга в Европе. Украинцы потребляют 15,6 л на душу в год.
Украинские средства массовой информации выражают тревогу в связи со сложившейся в стране ситуацией. Каждый год население Украины снижается примерно на полмиллиона человек и едва ли не половина этого количества связана с алкоголизмом. По данным Всемирной организации здравоохранения, необратимые изменения генофонда нации начинаются при употреблении около 6 литров алкоголя в год на человека; после превышения этого рубежа нация начинает неуклонно деградировать и вымирать.
Повсеместное распространение пьянства и наркомании на 
территории Украины оказывает сильное негативное влияние на повседневную жизнь простых украинских обывателей, так как они приводят к обострению других болезней общества. Будучи тесно взаимосвязаны друг с другом они создают благоприятную среду для развития бытовой преступности.

## Общая ситуация
По свидетельству американской энциклопедии SAGE, современная Украина характеризуется как самый быстрорастущий рынок спиртных напитков с очень высоким потреблением алкоголя, которое по официальным данным составляет примерно 12 литров чистого спирта на душу населения в год. Однако составители энциклопедии также указывают, что в исследовательской литературе можно встретить более высокие цифры, достигающие 20 литров чистого спирта. Там же обсуждается общая проблема алкоголизма в украинском обществе с опорой на данные Киевского международного института социологии. В соответствии с ними отмечается, что с этим расстройством сталкивается в течение своей жизни не менее 26,5 % украинцев. Мужской алкоголизм, в отличие от женского, наиболее типичен для самых продуктивных возрастов от 25 до 49 лет. В противоположность мужчинам, украинские женщины наиболее подвержены алкоголизму в юные годы, однако риск этой проблемы постепенно спадает с возрастом. Сопоставление количества случаев алкоголизма на Украине с остальными странами Европы показывает превышение средних показателей примерно в три раза. Среди социальных рисков, которые сопровождают алкоголизм, отмечены низкий уровень образования, табакокурение, депрессии и разводы.
С алкоголизмом связывают высокую смертность (см. смертность на территории Украины) украинского населения, которая в сельской местности превышает городскую примерно в два-три раза. Считается, что в целом по стране смертность от алкоголя приводит к преждевременной потере примерно 30 % мужчин. Проводя всесторонний анализ смертности в постсоветских государствах американский социолог Л. Кинг обратил внимание на то, что Украина оказалась в так называемом «поясе смертности» (от Эстонии на севере до Чёрного моря на юге). Все страны из этой группы столкнулись со снижением ожидаемой продолжительности жизни населения примерно на 6 лет из-за взрывного роста насильственных смертей, отравлений алкоголем и резкого возрастания сердечно-сосудистых заболеваний до масштабов эпидемии.
Несмотря на предпринимаемые меры, за последние десятилетия зависимость украинского населения от алкоголя продолжает неуклонно возрастать. Особое беспокойство вызывают запойные формы алкоголизма, которые характеризуются особо тяжёлыми психическими и соматоневрологическими последствиями и их распространение среди молодёжи.

## Статистические данные
По мнению украинских медиков, в настоящее время на Украине насчитывается 700 тысяч только официально зарегистрированных алкоголиков. На 6 пьющих мужчин приходится 1 женщина. Для сравнения, в 2007 году было зафиксировано 636 400 больных алкоголизмом, а для 59 000 человек был впервые поставлен диагноз «расстройство психики и поведения в результате употребления алкоголя (алкоголизм и алкогольный психоз)».
Проведённое в 2010 году социально-демографическое исследование «Молодёжь Украины» показало, что 96,1 % украинских респондентов в возрасте от 15 до 34 лет употребляют какие-либо спиртные напитки, и только 3,9 % опрошенных сообщили, что они никогда не употребляют алкоголь. Самым популярным напитком среди молодых украинцев было названо пиво. Гендерные особенности: 17,5 % молодых украинских мужчин употребляют спиртное 2—3 раза в неделю, среди женщин таковых лишь 3,2 %. Количество мужчин, употреблявших алкоголь 2—4 раза в месяц, достигает 36,6 %, а женщин — 27,5 %. Структура употребления спиртных напитков украинской молодёжью выглядит следующим образом: 74 % респондентов употребляли пиво, 64 % — вино, 62 % — шампанское, 53 % — крепкие алкогольные напитки, 37 % — слабоалкогольные напитки.
По данным государственного комитета статистики Украины, за десять месяцев 2010 года от алкоголя в стране умерло 2876 человек, а за весь 2009 год — 4239 человек. По мнению специалистов, это указывает на «лукавство» статистических выкладок украинского Госкомстата, так как он причисляет к смертям от алкоголя только случаи смертей от алкогольной кардиомиопатии, которая редко диагностируется в украинских медицинских учреждениях. В связи с этим приводится информация от директора Фонда народонаселения ООН на Украине Нузхат Эсхан, согласно которым, «молодёжь в Украине умирает от отравления алкоголем в 16 раз чаще, чем в Европе».

### Детский алкоголизм
Всемирная организация здравоохранения в 2009 году провела опрос школьников в 41 стране мира, употребляют ли они спиртное. Украина была в списке первая. 40 % детей на Украине употребляли алкоголь. Среди украинских пятиклассников (возраст 10 лет) около 17 % употребляли алкоголь, среди восьмиклассников (13 лет) таковых около 25 %, среди одиннадцатиклассников (16 лет) таковых было около половины. Каждый год около 8000—9000 подростков сбегают из своих семей и становятся беспризорниками. Будучи пойманными, они пополняют собой детские дома, которые для них становятся преддверием попадания за решётку.
Руководитель исследования на Украине в этом международном проекте ВОЗ Ольга Балакирева рассказала Радио Свобода про эти неутешительные результаты. «Мы даже в 11-12 летнем возрасте имеем примерно шестую часть подростков (мальчиков, в основном), которые уже знают, что такое состояние опьянения!».
По словам Анатолия Виевского, главного нарколога Министерства охраны здоровья Украины, сегодня в стране 1 % подростков 12-13 лет ежедневно употребляет спиртные напитки.
На заседании круглого стола «Национальные особенности алкоголизма на Украине», состоявшегося 15 января 2008 года, ведущие специалисты Украины выразили серьёзную озабоченность тем, что около 40 % украинских подростков в возрасте от 14 до 18 лет склонны к употреблению алкогольных напитков.
Употребление пива на Украине среди подростков за последние четыре года возросло вдвое.
Почти 40 % украинских подростков 14—18 лет регулярно употребляют алкогольные напитки. Алкоголь является причиной преждевременной смерти почти 30 % украинских мужчин.

## Географические особенности
В последнее время[какое?] серьёзной проблемой стало появление в небольших магазинах города алкогольного напитка кустарного производства стоимостью не более 30 гривен за 0,5 литра, что делает его крайне привлекательным для окончательно опустившихся горожан[стиль]. В большинстве западных и центральных областей этот показатель не превышает 500 случаев на десять тысяч человек в год. Обратная сторона проблемы — в сельской местности смертность от алкоголизма выше городской в 2-3 раза. Это связано как с низким качества алкоголя, так и с общим уровнем жизни сельского населения.

## Опрос общественного мнения
По состоянию на 2018 год, пьянство — одна из главных проблем украинского общества после военных действий в Донбассе - 49%, коррупции в государственных органах - 45%, низкого уровня производства - 25%. Раньше, пьянство было главной проблемой — про это ещё 23 августа 2011 года во время пресс-конференции сообщил главный редактор журнала Андрей Блинов, опираясь на данные социологического опроса, проведённого компанией «Research & Branding Group» совместно с журналом «Експерт Україна».
«Пьянство назвали главной проблемой украинского общества», — сказал он.